# Conza della Campania
Conza della Campania (antiguamente llamada Compsa) es uno de los 119 municipios o comunas (común en italiano) de la provincia de Avellino, en la región de Campania Italia. Con cerca de 1.435 habitantes, según el censo de 2005, se extiende por un área de 52,14 km², teniendo una densidad de población de 27,52 hab/km². Linda con los municipios de Andretta, Cairano, Caposele, Castelnuovo di Conza), Morra De Sanctis, Pescopagano, Sant'Andrea di Conza, y Teora
Conza era una antigua ciudad de los Hirpini que fue ocupada por Aníbal en el 216 a. C.. Durante la Edad Media estuvo bajo el dominio de las familias Balvano, Gesualdo y Mirelli.
El pueblo fue casi destruido en su totalidad por el terremoto en Italia de 1980. Fue reconstruido en la zona denominada Piano delle Briglie, a 8 kilómetros del emplazamiento anterior.

## Historia
Conza, fue una importante ciudad en la época romana y Alta Edad Media, su importancia decae durante la época moderna a causa de los frecuentes terremotos que diezman su población. Uno de los terremotos más dañinos en su historia fue el ocurrido el 25 de octubre de 990, que a decir de muchas fuentes, dejó poco más de la mitad de las edificaciones en pie. Lo que quedaba de la antigua Compsa termina por trasladarse a lo alto de la colina, con las casas reagrupadas en torno al castillo. El territorio circundante, abundante en agua, bosques y caza, y con muchos terrenos fértiles alojaba cultivos de grano y viñedos, dando recursos más que suficientes para la pequeña comunidad.
La ciudad fue sede obispal desde el siglo VI d. C., y desde el siglo XI, sede arzobispal metropolitana. El arzobispo poseía además las abadías de Santa María de Foris y de San Mauro, los feudos rústicos de Cisterna, Cerrutolo y Castiglione de Comitissa (cerca de Calitri), Castiglione de Murra, il casale di Mauriello, la terra di Torricella, il casale di Boiara y la abadía de Santa Maria in Elce (a poca distancia de Calitri). Finalmente, fuera de la diócesis, pertenecían a la Mensa arzobispal también la abadía de Santa Venere con el feudo de Palorotondo.
A finales del siglo XIV Conza había perdido la importancia que tuvo en los siglos anteriores, pero conservaba numerosas muestras del esplendor pasado. La ciudad, que pertenecía a la familia de los Gesualdo con el título de condado, era protegida por una fuerte muralla de piedra, las calles conservaban el pavimento de época romana, además de diversas ruinas de edificios antiguos. 
La catedral, fue erigida sobre los restos de una basílica de época romana, de la cual mantenía la planta de tres naves, con la nave principal, más alta que las laterales, y rematada on ábside semicircular. En la cripta de la catedral, según la tradición, estaban enterrados varios santos. La iglesia, juzgada como de buen diseño y "bastante bella", entre el siglo XV y el XVI acogió las seputluras de los condes de la casa Gesualdo, que construyeron en la extremidad de la nave derecha su capilla gentilizia, con altar privilegiado dedicado a Santa María de las Gracias: la capilla estabaa adornada con finísimas esculturas en mármol, entre las cuales había cuatro bajorrelieves representando a las virtudes cardinales.
En 1507 Luigi III Gesualdo, después de haber prestado vasallaje al rey español Fernando el Católico recibe los feudos, que por haberse revelado contra el rey aragonés, le habían sido confiscados. Por el contrario le correspondía pagar una sustancial indemnización, que por la ciudad de Conza sumaba los 109 ducados.
El Cinquecento fue el siglo de mayor esplendor para los Gesualdo, los cuales, una vez reintegradas sus posesiones, con una hábil política de allianzas y matrimonios resurgen y acrecientan su patrimonio y el poderío de la familia. En 1543 adquieren el feudo de Venosa y en 1561 Luigi IV, después del matrimonio de su hijo Fabrizio con la sobrina del papa Pio IV, recibe el título de príncipe.

## Demografía
| Gráfica de evolución demográfica de Conza della Campania entre 1861 y 2001 |
|                                                                            |
| Fuente ISTAT - elaboración gráfica de Wikipedia                            |

- Datos: Q55031
- Multimedia: Conza della Campania / Q55031

1. ↑  Worldpostalcodes.org, código postal n.º 83040.
2. ↑  «Codici Catastali». Comuni-italiani.it (en italiano). Consultado el 29 de abril de 2017.